# ギガアイシテル
「ギガアイシテル」は、レキシの4枚目のシングル。2020年9月23日に伽羅古録盤（JVCKENWOOD Victor Entertainment）からリリースされた。

## 概要
- 前作「S&G」以来2年ぶりのシングル。
- 表題曲「ギガアイシテル」は、本人も声で出演する、『映画クレヨンしんちゃん～激突！ラクガキングダムとほぼ四人の勇者～』の主題歌として書き下ろした作品。鳥獣戯画をテーマとしている[1]。2020年3月22日のTOKIO HOT 100の番組内で初めてオンエアされた。[2]minan（lyrical school）がレキシネーム「MC旧石器」としてラップで参加している[3]。
- 発表当初は2020年4月22日にリリースされる予定だったが、上記の映画「クレヨンしんちゃん」が新型コロナウイルス感染拡大の影響を受けて公開延期となったことに伴い、当シングルの発売も延期されていた。その後、同年8月1日に改めて映画の公開日が発表された同日に、このシングルの発売日が同年9月23日に、また映画の公開に合わせて9月11日に表題曲『ギガアイシテル』の先行配信を行う事も合わせて発表された[4]。

## 収録曲

### CD
全作詞・作曲・編曲：池田貴史
1. ギガアイシテル
  - 映画『クレヨンしんちゃん　激突! ラクガキングダムとほぼ四人の勇者』主題歌
2. Takeda’ 〜アナザーレキシver.〜

### DVD（初回限定盤のみ）
1. 撮り下ろし爆笑ドキュメンタリー「レキシどうでしょう〜ウサギの気持ちになりたくて〜」〜